# Slovačka Sovjetska Republika
Slovačka Sovjetska Republika (slovački: Slovenská republika rád, mađarski: Szlovák Tanácsköztársaság) bila je kratkotrajna socijalistička država na prostoru današnje južne i jugoistočne Slovačke sa sjedištem u Prešovu. Osnovana je 16. lipnja 1919., a ukinuta već 7. srpnja iste godine, nakon povlačenja Mađarske crvene armije s teritorija Slovačke.
Po završetku Prvog svjetskog rata novoosnovana je Čehoslovačka država počela zauzimati prostor današnje Slovačke. S obzirom na to da je Čehoslovačka vlada bila neprijateljski nastrojena prema susjednoj Mađarskoj Sovjetskoj Republici, ona je odlučila preventivno intervenirati i osvojiti jug Slovačke te ondje formirati marionetsku Slovačku Sovjetsku Republiku. Vlast u SSR bila je u rukama Revolucionarnog komiteta, čiji je predsjednik bio češki revolucionar Antonín Janoušek, dok je za vojna pitanja bila odgovorna Mađarska crvena armija.
Početkom srpnja 1919. godine Mađarska se crvena armija počela povlačiti iz Slovačke, čime je efektivno ukinuta Slovačka Sovjetska Republika, iako je njeno vodstvo još neko vrijeme funkcioniralo u egzilu u Mađarskoj.